# Turgenitubulus christenseni
Turgenitubulus christenseni är en snäckart som beskrevs av Alan Solem 1981. Turgenitubulus christenseni ingår i släktet Turgenitubulus och familjen Camaenidae. Inga underarter finns listade i Catalogue of Life.